# Herbeville
Herbeville település Franciaországban, Yvelines megyében. Lakosainak száma 232 fő (2022. január 1.). Herbeville Les Alluets-le-Roi, Bazemont, Crespières, Mareil-sur-Mauldre és Maule községekkel határos.

## Népesség
A település népességének változása:
| Lakosok száma | 260  | 254  | 257  | 247  | 251  | 247  | 242  | 237  | 232  |
|               | 2013 | 2015 | 2016 | 2017 | 2018 | 2019 | 2020 | 2021 | 2022 |